# Ган, Евгений Фёдорович
Евгений Фёдорович Ган (нем. Eugen Kaspar von Hahn; 1807, Санкт-Петербург — 1874, Санкт-Петербург) — русский государственный деятель, сенатор, тайный советник.
Старший брат Александра Фёдоровича Гана.

## Биография
Происходил из старинного рода Ган, выехашего из Мекленбурга во времена Анны Иоанновны, представители которого внесены в родословные книги дворян Санкт-Петербургской губернии и Озельского рыцарства.
Родился 15 (27) октября 1807 года в семье действительного статского советника Фёдора Августовича Гана (Friedrich August von Hahn), члена главноуправления над Почтовым департаментом и Гертруды Вильгельмины Августы, урождённой фон Штрик (von Stryk).
Первоначально обучался в Благородном пансионе, с 1820 года — в Царскосельском лицее, который в 1826 году окончил с серебряной медалью и чином IX класса; 12 сентября 1826 года был назначен в ведомство Коллегии иностранных дел.
С 3 мая 1832 года продолжал службу в департаменте внутренних сношений Министерства иностранных дел, но 17 февраля 1833 года был переведён чиновником особых поручений в Придворную контору Вел. кн. Михаила Павловича, а 16 марта того же года был причислен к Департаменту уделов с оставлением в должности чиновника особых поручений. Спустя пять лет, 10 февраля 1838 года он был переведён начальником отделения в 1-й Департамент министерства государственных имуществ, а затем произведён (6 ноября 1839 года) в статские советники. Через год, 11 ноября 1840 года, ему было пожаловано 1500 десятин земли. В мае 1841 года он был командирован для ревизии Пермской, Владимирской, Костромской и Ярославской Палат министерства Государственных имуществ и окружных управлений тех же губерний; 16 ноября 1841 года назначен старшим членом Попечительного Комитета об иностранных поселенцах Южной России, а в ноябре 1845 года переименован в председательствующие члены Управления Новороссийскими и Бессарабскими иностранными поселениями.
С 12 апреля 1846 года — действительный статский советник; 16 мая 1848 года назначен директором 1-го Департамента министерства государственных имуществ.
В ноябре 1856 года назначен членом Рекрутского комитета, учреждённого при 2-м Отделении Собственной Его Императорского Величества канцелярии; 19 июня 1857 года назначен членом от Министерства государственных имуществ во временный распорядительный комитет по устройству южных поселений; 17 апреля 1858 года был произведён в тайные советники и 11 мая 1859 года назначен членом Совета министра государственных имуществ; 3 апреля 1860 года назначен сенатором. Присутствовал в Департаменте герольдии (с 3 апреля до 24 октября 1860 г.) и во 2-м отделении 3-го департамента (1860—1868 гг.); 8 ноября 1862 года был назначен председателем особой комиссии из чинов министерств внутренних дел и государственных имуществ для принятия подготовительных мер к слиянию сельских сословий в одно общее управление. В 1864 году принимал участие в работах по судебной реформе.
С 26 сентября 1868 года — первоприсутствующий сенатор во 2-м департаменте Сената; 28 ноября того же года был назначен присутствовать в Гражданский кассационный департамент, откуда перемещён 31 декабря 1868 года в 1-е отделение 3-го департамента, первоприсутствующим членом которого назначен 25 декабря 1870 года.
Умер 6 (18) декабря 1874 года. Похоронен в Сергиевой пустыни.

## Награды
Был кавалером российских орденов Белого Орла (1870), Св. Владимира 2-й степени (1863) и 3-й степени (1848), Св. Анны 1-й степени (1853), Св. Станислава 1-й степени (1850), а также прусского ордена Красного Орла 3-й степени (1835).

## Семья
Женился 12 июля 1842 года на дочери тайного советника Ф. О. Доливо-Добровольского, Евгении Флоровне (1823—1904). Их дети:
- Мария (28.06.1852 – 20.02.1854)
- Мария (20.06.1857 – 4.04.1867)
- Евгения — фрейлина Высочайшего двора.